# Улица Тюшина
У́лица Тю́шина — улица в Центральном районе Санкт-Петербурга. Проходит от Лиговского проспекта до Боровой улицы.

## История
Первоначальное название — Воздвиженская улица — известно с 1821 года. Оно дано по церкви Воздвижения Креста Господня, от которой улица начинается. Его колокольня как раз расположена в её створе.
6 октября 1923 года Воздвиженскую улицу переименовали в улицу Тюмина. Это было название с ошибкой: на самом деле улицу хотели назвать в честь участника революционного движения в России П. А. Тюшина. Ошибку исправили в феврале 1930 года.
На улице Тюшина организовано одностороннее движение в направлении от Боровой улицы к Лиговскому проспекту.

## Дома
- Дом № 2 / Лиговский проспект, 145 — дом Павлова, построен в 1913—1914 годах.
- Дом № 9 / ул. Воронежская, 7 — дом купца И. В. Кожевникова, 1864 года постройки, позднее в нём располагалось Товарищество Мануфактур его сына В. И. Кожевникова, управление фабрики «Большевичка», а с 1962 года — ДК фабрики «Большевичка». Какое-то время в нем проживал потомственный почётный гражданин Демид А. Дитяткин с семейством.  7832047000 Продан в 2022 году[2].
- Дом № 11 — Здание прядильно-ткацкой фабрики купца Кожевникова, с 1928 года здание одного из корпусов фабрики «Большевичка».
- Дом № 24 — Здание бывшей табачной фабрики купцов Колобова и Боброва.